# Одеський національний університет імені І. І. Мечникова
Оде́ський націона́льний університе́т і́мені I. I. Ме́чникова — один з найстаріших і провідних закладів вищої освіти України, всесвітньо відомий класичний університет, розташований у Одесі. Має четвертий (найвищий) рівень акредитації; 12 факультетів, 4 коледжи, розвинену інфраструктуру. Є лідером міжнародних та національних освітніх рейтингів. Приймальна комісія ОНУ Мечникова працює за адресою: Французький бульвар 24/26; тел.: +38(0482) 68-12-84; +380937557824.
Факультети та спеціальності ОНУ 

## Історія

### 1865—1991 роки
Університет засновано в 1865 році під назвою Імператорський Новоросійський університет. Його створено на базі Рішельєвського ліцею в Одесі. Ім'я Іллі Ілліча Мечникова університету надано в 1945 році.
Одеський національний університет імені І. І. Мечникова (ОНУ) від дня свого створення 1(13) травня 1865 року займає одне із провідних місць у формуванні системи освіти, у розвитку наукових досліджень і культури в Україні. Він є одним із найстаріших університетів України і разом з Київським, Харківським і Львівським університетами фактично визначає стан і перспективи розвитку освіти, науки та культури в мережі освіти країни.
Багато яскравих сторінок вписали в історію України та університету всесвітньо відомі видатні вчені: І. І. Мечников — лауреат Нобелівської премії; фізіолог І. М. Сєченов — засновник вітчизняної фізіології; президент АН України, академік, мікробіолог Д. К. Заболотний; академік, ботанік В. І. Липський; біолог О. О. Ковалевський; фізики Ф. Н. Шведов, М. О. Умов; фізик-теоретик, засновник математичного відділення Новоросійського товариства природознавців М. О. Розумів; академік АН СРСР, засновник всесвітньо відомої школи хіміків-органіків М. Д. Зелінський; академік Російської АН й АН СРСР історик й археолог Ф. І. Успенський; академік, член Президії НАН України, засновник Фізико-хімічного інституту НАН України О. В. Богатський; член-кореспондент АН УРСР, засновник Одеського планетарію астроном В. П. Цесевич; академік, зоолог, перший директор Севастопольської морської біологічної станції В. В. Заленський; математики М. Г. Крейн, І. В. Слешинський, О. М. Ляпунов й І. М. Занчевський; механік-винахідник Й. А. Тимченко; історики М. Є. Слабченко й П. Й. Каришковський; славіст В. І. Григорович, правник Є. В. Васьковський, зоолог-морфолог Д. К. Третьяков, патолог В. В. Підвисоцький, офтальмолог В. П. Філатов, хірург І. Ф. Сабанєєв, мікробіолог М. Ф. Гамалія, геолог А. М. Криштофович, гідрогеолог М. О. Головкінський, історик античності О. М. Деревицький, ботанік Ф. М. Каменський, ентомолог і зоогеограф І. К. Лопатін, хіміки Л. В. Писаржевський й П. І. Петренко-Критченко, відомий психолог М. М. Ланге, кінознавець та доктор філософських наук І. М. Лисаковський, М. В. Шимановський, доктор педагогічних наук А. Г. Готалов-Готліб, дослідник історії України В. М. Нємченко, видатний правознавець М. П. Орзіх і багато інших.
В 1870 році Новоросійський університет закінчив Вітте Сергій Юлійович — керівник Південно-Західної залізниці, міністр фінансів і шляхів сполучення, голова Ради міністрів царської Росії, один з ініціаторів Маніфесту 17 жовтня 1905 р. Медичний факультет Новоросійського університету закінчив Наріманов Наріман Наджаф-огли (1870—1925) — радянський державний та партійний діяч, Голова Центрального Виконавчого Комітету Союзу РСР (1922—1925).
У 1920 році університет був розформований. На його базі були утворені фізико-математичний інститут та соціально-гуманітарний інститут, які  в 1921 році були приєднані до Одеського інституту народної освіти. В 1930 році Одеський інститут народної освіти був розділений на 3 навчальні заклади: Одеський інститут соціального виховання, Одеський інститут професійної освіти та Одеський фізико-хіміко-математичний інститут. В 1933 році на базі Одеського фізико-хіміко-математичного інституту та 2 академічних груп (біологів, істориків) інституту професійної освіти був відновлений Одеський державний університет.
Слід зазначити, що троє із шести президентів Академії наук України працювали професорами ОНУ: академіки Д. К. Заболотний, В. І. Липський, О. О. Богомолець. Зараз в ОНУ працюють 5 лауреатів державних премій, 15 заслужених працівників освіти та діячів науки й техніки.
ОНУ єдиний серед університетів України, що здійснив своєрідний трудовий подвиг, безперервно працюючи під час Німецько-радянської війни, навіть перебуваючи в евакуації.

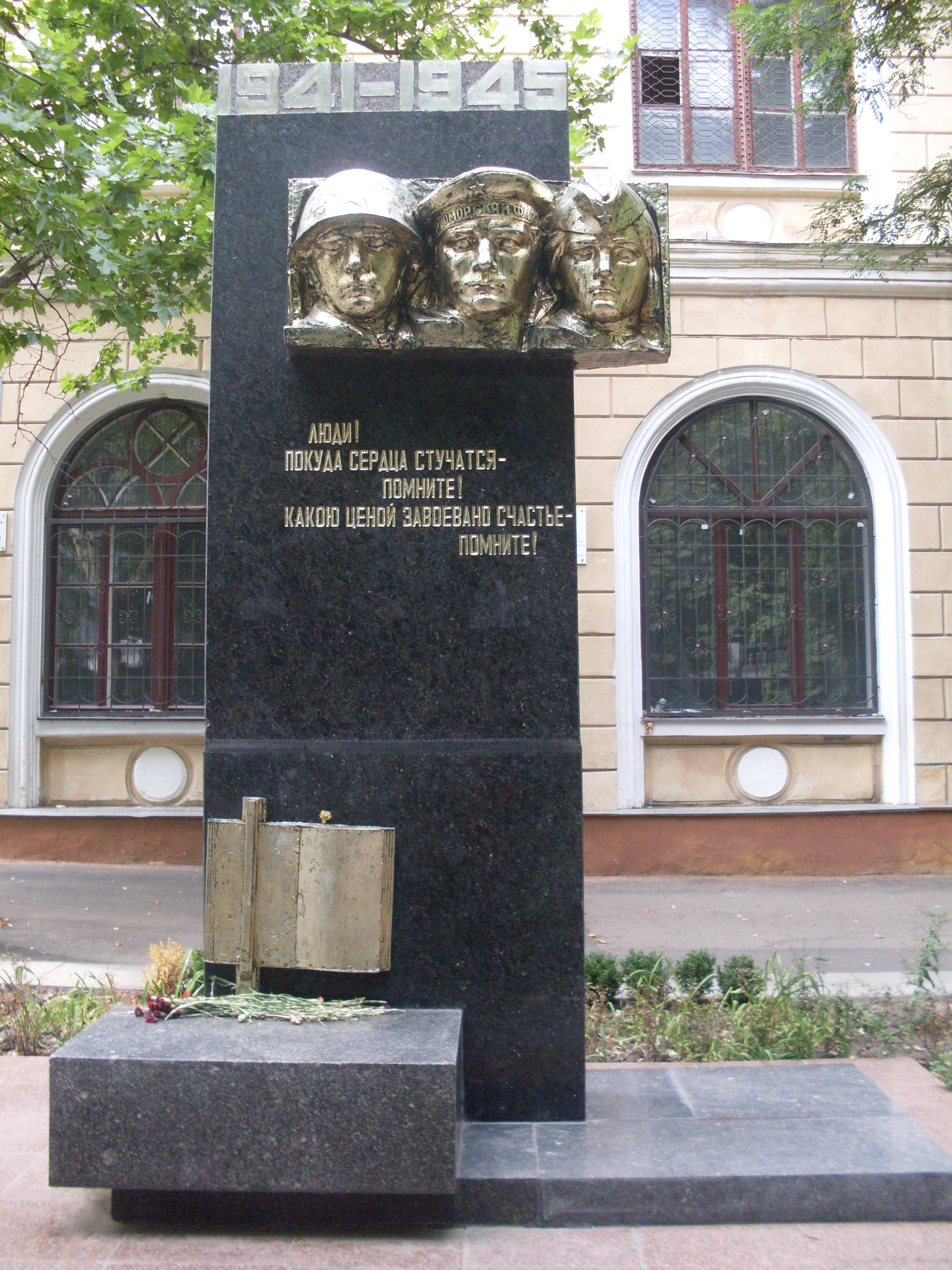
Пам'ятник студентам та викладачам ОНУ ім. І. І. Мечникова, загиблим у роки Другої світової війни

За видатні заслуги в підготовці фахівців в 1965 р. ОНУ був нагороджений орденом Трудового Червоного Прапора, а в 1978 р. включений у перелік провідних університетів СРСР.
Історія вищої освіти на півдні України почалася в 1865 р. з установи Імператорського Новоросійського університету та подальший її розвиток нерозривно пов'язано з діяльністю ОНУ. Загальнонаціональний вплив ОНУ на освіту полягає в тім, що значна частина вищих навчальних закладів на півдні України створена на базі факультетів університету (Національний університет «Одеська юридична академія», Одеський національний економічний університет, Одеський національний медичний університет).

### З 1991 року
Одеський університет імені І. І. Мечникова акредитований у повному обсязі по IV рівню акредитації. Згідно з наказом Міністерства освіти від 04.03.1998 року підготовка студентів в університеті здійснюється за багатоступеневою системою: бакалавр, фахівець, магістр.
У 2000 році університет здобув статус національного.
Основна мета університету — підготовка кваліфікованих кадрів для забезпечення потреб різних галузей господарства та виробництва, у фахівцях освіти, науки, мистецтва, економіки, права, підприємництва тощо. Заходи, які спрямовані на досягнення мети, зазначені в Уставі університету, що затверджений Міністерством освіти України 12.04.2005 року (реєстраційний № 37).
Навчальний процес в університеті забезпечують 3 інститути (інститут математики, економіки та механіки; інститут соціальних наук; інститут післядипломної освіти) і 11 факультетів: історії та філософії, філологічний, романо-германської філології, економіко-правовий, біологічний, геолого-географічний, хімії і фармації, фізики, математики та інформаційних технологій, міжнародних відносин, політології та соціології, журналістики, реклами та видавничої справи, психології та соціальної роботи. Крім того, діють спеціалізований деканат по роботі з іноземними студентами, підготовче відділення для іноземців, коледж підприємництва та соціальної роботи ОНУ. В ОНУ працюють 102 кафедри, магістратура.
В аспірантурі, що є однією з найбільших в Україні, навчаються понад 500 осіб за 105 спеціальностями. Щорічно захищається 30-35 кандидатських дисертацій.
У докторантурі щороку працюють понад 30 докторантів. На рік здійснюється захист до 15 докторських дисертацій.
При ОНУ створено 7 спеціалізованих вчених рад, у яких здійснюється захист дисертацій за 29 науковими спеціальностями.
Університет здійснює підготовку фахівців на підставі відповідної ліцензії за 20 напрямами та 41 спеціальності. Нещодавно відкрито ряд нових спеціальностей: мікробіологія та вірусологія, психологія, болгарська мова та література, комп'ютерні системи та мережі, переклад, філософія, прикладна лінгвістика, видавнича справа та редагування, менеджмент невиробничої сфери, облік та аудит, міжнародні економічні відносини та ін. Освітня діяльність проводиться також на підготовчому відділенні для громадян України та підготовчому відділенні для іноземних громадян; перепідготовка, підвищення кваліфікації, надання другої вищої освіти за всіма спеціальностями університету здійснюється в Інституті післядипломної освіти за окремою ліцензією. В 1996 р. уперше в Україні було створено коледж підприємництва та соціальної роботи ОНУ, на базі якого в 1999 р. вперше в Україні створено комплекс «Школа-коледж-університет», якому надано статус експериментального майданчика. Унікальність цього комплексу у тому, що на підготовці одного фахівця заощаджується значна сума бюджетних коштів, зростає соціальна захищеність молоді, істотно поліпшується соціальна атмосфера у малих містах. При університеті працюють Рішельєвський, Очаківський, Білгород-Дністровський ліцеї.
Загальна кількість співробітників університету становить приблизно 3500 осіб, у тому числі 179 доктора наук, професори, майже 732 кандидатів наук, доцентів. Чисельність науково-педагогічних кадрів, які здійснюють навчальний процес і науково-дослідну роботу, становить 1671 осіб. У навчальному процесі беруть участь 125 докторів наук, професорів; 576 кандидатів наук, доцентів, у тому числі 57 академіків, членів-кореспондентів НАН України та галузевих академій, заслужених діячів науки, лауреатів державних та інших премій. Загальний контингент студентів становить близько 14500 осіб. За комерційними угодами навчаються близько 8000 студентів. В університеті одержують освіту також більш ніж 700 іноземних громадян.
Міжнародне визнання ОНУ як одного з лідерів національної освітньої мережі підтверджується також тим, що майже 100 відомих університетів світу, співпрацюють з університетом у рамках довгострокових угод, у тому числі по 5 проєктам TEMPUS-TACIS, чисельним програмам INTAS, НОУ-ХАУ, СКОР та ін. Для забезпечення навчального процесу в м. Одесі університет має 8 головних навчальних корпусів загальною площею 70637 м² і навчальною площею 52937 м². Соціально-побутова база університету включає 8 гуртожитків, загальною площею 40,5 тис. м²; житлові будинки, 4 їдальні і буфети, медичні пункти та спортивно-оздоровчий табір «Черноморка» на 500 місць. На базі спортивних споруджень (найстаріший в Одесі стадіон, два спортивні зали, тенісні корти) в ОНУ підготовлені чемпіони світу, Європи, СРСР та України, Олімпійських ігор, чисельні майстри міжнародного класу та майстри спорту.

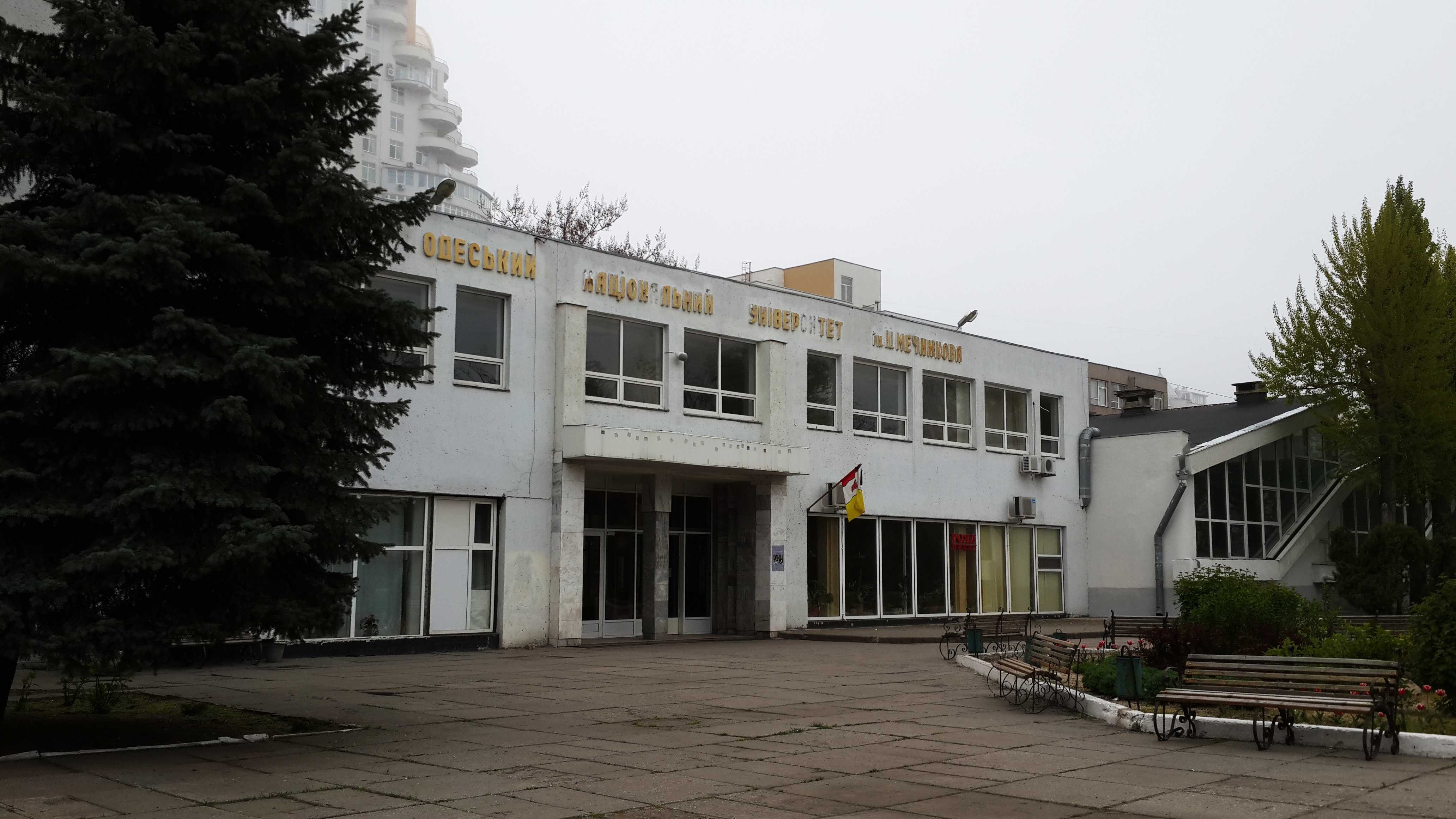
Корпус на Французькому бульварі

В ОНУ працюють 28 відомих наукових шкіл. Щороку виконуються науково-дослідні роботи загальним обсягом близько 7 млн грн. по держбюджетним і госпдоговірним темам.
24 вчених університету входять до складу 18 наукових і професійних рад України.
Лише за останні три роки співробітники ОНУ опублікували близько 8700 робіт. Серед них — 116 монографій, 395 підручників, понад 2000 навчально-методичних видань. У міжнародно-визнаних журналах опубліковано більш, ніж 2150 робіт. 
Одеський національний університет імені І. І. Мечникова є загальновизнаним провідним вищим навчальним закладом у групі класичних університетів, національним, науковим і культурним центром України.

## Підрозділи
Наукові дослідження зосереджені у 30 наукових підрозділах, серед яких 4 науково-дослідних інститути, 11 науково-дослідних центрів, 14 науково-дослідних лабораторій.

### Фізичні підрозділи
НДІ Астрономічна обсерваторія ОНУ, заснована в 1871 році (з пунктами спостереження в Росії, Туркменістані, Азербайджані), — одна із найстаріших в Україні. Національним надбанням є третя у світі колекція знімків зоряного неба, отриманого протягом усього XX ст.
Науково-дослідний інститут фізики — перший науковий інститут фізичного профілю в Україні, створений в 1926 році. Відомий у світі центр в області запису оптичної інформації представляє Україну в Міжнародному комітеті з науковій фотографії. Роботи інституту відзначені державними преміями СРСР та України і премією Американського фотографічного товариства.
Інститут горіння й нетрадиційних технологій — єдиний в Україні інститут такого профілю, є базою Української секції Інституту горіння США й представляє Україну в Європейському консорціумі по наноматеріалам.

### Бібліотека
Наукова бібліотека ОНУ імені І. І. Мечникова — одна з найбільших і найстаріших наукових бібліотек України. Заснована в 1817 р. бібліотека має фонд понад 3.6 мільйонів томів, серед яких унікальні стародавні видання XV—XVIII сторіч — 5 інкунабул, 27 палеотипів, надрукованих у першому сторіччі книгодрукування (XV ст.) і близько 9000 найрідкісніших і коштовних книг. До унікальних відноситься перлина вітчизняного книгодрукування «Острозька біблія», видана в Острозі в 1581 році Іваном Федоровим і найстаріша в бібліотеці книга-інкунабула з геральдики Іоанна Андреа «Трактат про коріння», видана в Нюрнберзі в 1476 р.

### Природничі підрозділи
Ботанічний сад — один із найстаріших і відомих в Україні наукових центрів збереження різноманіття світової флори, заснований в 1867 році. З 1928 по 1937 р. Ботанічним садом керував академік, екс-президент АН України В. І. Липський. Ботсад має статус пам'ятки природи й постановою Кабінету Міністрів віднесений до природно-заповідного фонду України. Його фонди інтродукованих рослин нараховують 3840 видів, форм, сортів і гібридів.
Гідробіологічна станція була заснована в 1902 році відомим зоологом П. М. Бучинським. У різні роки на станції працювали видатні біологи академіки Д. К. Третьяков, Ю. П. Зайцев й ін.
|                                    |  |  |
| Ювілейна монета НБУ присвячена ОНУ |  |  |

Петрографо-мінералогічний музей, заснований в 1865 році, є національним надбанням. Фонди музею становлять 12500 зразків із усього світу, серед яких унікальними по науковій цінності є колекція зразків рудних утворень, у тому числі залізо марганцевих конкрецій, із дна Світового океану. Самі коштовні збори музею — колекція метеоритів, найбагатша в Україні і Європі.
Зоологічний музей Одеського університету, який засновано на початку XIX ст., відноситься до найдавніших музеїв України. Наукові колекції нараховують понад 50 тис. одиниць зберігань й містять унікальні збори ще XIX ст. до яких відносяться: колекція комах професора-ентомолога Є. Є. Балліона, що зібрана в «минулому сторіччі» (ймовірно, мова про 19 ст.); антропологічна колекція І. І. Мечникова; краніологічна колекція ссавців Причорномор'я. До унікальних експонатів також відноситься повний змонтований кістяк 27-метрового синього кита.
Палеонтологічний музей, створений на основі колекції Рішельєвського ліцею, існує з 1873 року. Музей відноситься до 10 найкращих музеїв світу, нараховує більш, ніж 40 тисяч експонатів. Багато колекцій є еталонами при вивченні фаун колишнього Причорномор'я. Палеонтологічний музей по складу викопних матеріалів не має аналогів в Україні, а значна кількість експонатів є унікальними. Національним надбанням також є підземний палеонтологічний заповідник у карстових печерах Одеси, що являє собою унікальне поховання в терасових відкладеннях більш, ніж 40 видів вимерлих тварин.

## Ректори
Ректори Новоросійського університету
- 1865—1869 Соколов Іван Дмитрович
- 1869—1877 Леонтович Федір Іванович
- 1877—1881 Головкінський Микола Олексійович
- 1881—1890 Ярошенко Семен Петрович
- 1890—1895 Некрасов Іван Степанович
- 1895—1903 Швєдов Федір Никифорович
- 1903—1905 Деревицький Олексій Миколайович
- 1905—1907, 1917—1918 Занчевський Іван Михайлович
- 1907 Петріашвілі Василь Моїсейович (в. о. ректора)
- 1907—1912 Левашов Сергій Васильович
- 1913—1917 Кишенський Дмитро Павлович
- 1917 Доброклонський Олександр Павлович
- 1918—1919, 1919—1920 Білімович Антон Дмитрович
- 1920 Солнцев Сергій Іванович

Ректори Одеського інституту народної освіти, до якого у 1921 році увійшли фізико-математичний та соціально-гуманітарний інститути, які були утворені в 1920 році на базі університету (період реорганізації вищої освіти)
- 1920—1923 Волков Роман Михайлович
- 1923—1925 Самулевич Павло Олександрович
- 1925—1926 Хаїт Ізраїль Абрамович
- 1926 Єлін Володимир Леонтійович
- 1926—1930 Внуков Тихон Митрофанович
- 1930 Клочко Арсеній Парфентійович

Ректори Одеського державного університету
- 1933 Фарбер Матвій Харитонович
- 1933—1936 Шмідт Ісай Павлович
- Вересень 1936 — листолпад 1937 Вайнштейн Мойсей Соломонович
- Грудень 1937 — березень 1938 в.о. ректора Савчук Микола Панасович.
- Березень 1938 — серпень 1939 Пекарський Ф. Ф.
- Вересень 1939 — серпень 1948 Савчук Микола Панасович (1941—1944 — в евакуації)

Ректори Universitatea din Odesa (період румунської окупації)
1941—1944 Часовников Павло Георгійович 
Ректори Одеського державного університету імені І. І. Мечникова
- 1949—1953 Іванченко Прокіп Леонтійович
- 1953—1959 Лебедєв Сергій Іванович
- 1960—1969 Юрженко Олександр Іванович
- 1970—1975 Богатський Олексій Всеволодович
- 1975—1987 Сердюк Віктор Васильович
- 1987—1995 Зелінський Ігор Петрович

Ректори Одеського національного університету імені І. І. Мечникова
- 1995—2010 Сминтина Валентин Андрійович
- 2010—2020 Коваль Ігор Миколайович
- 2021— до т.ч. Труба Вячеслав Іванович

## Відомі науковці й видатні випускники університету
Золоті імена ОНУ імені І. І. Мечникова — всесвітньо відомі професори і випускники університету, які є фундаторами нових наукових вчень, основоположниками наукових теорій і методик, засновниками наукових шкіл і першовідкривачами нових наукових явищ. Всі вчені були авторами перевірених часом наукових ідей.

### Лауреати Нобелівської премії

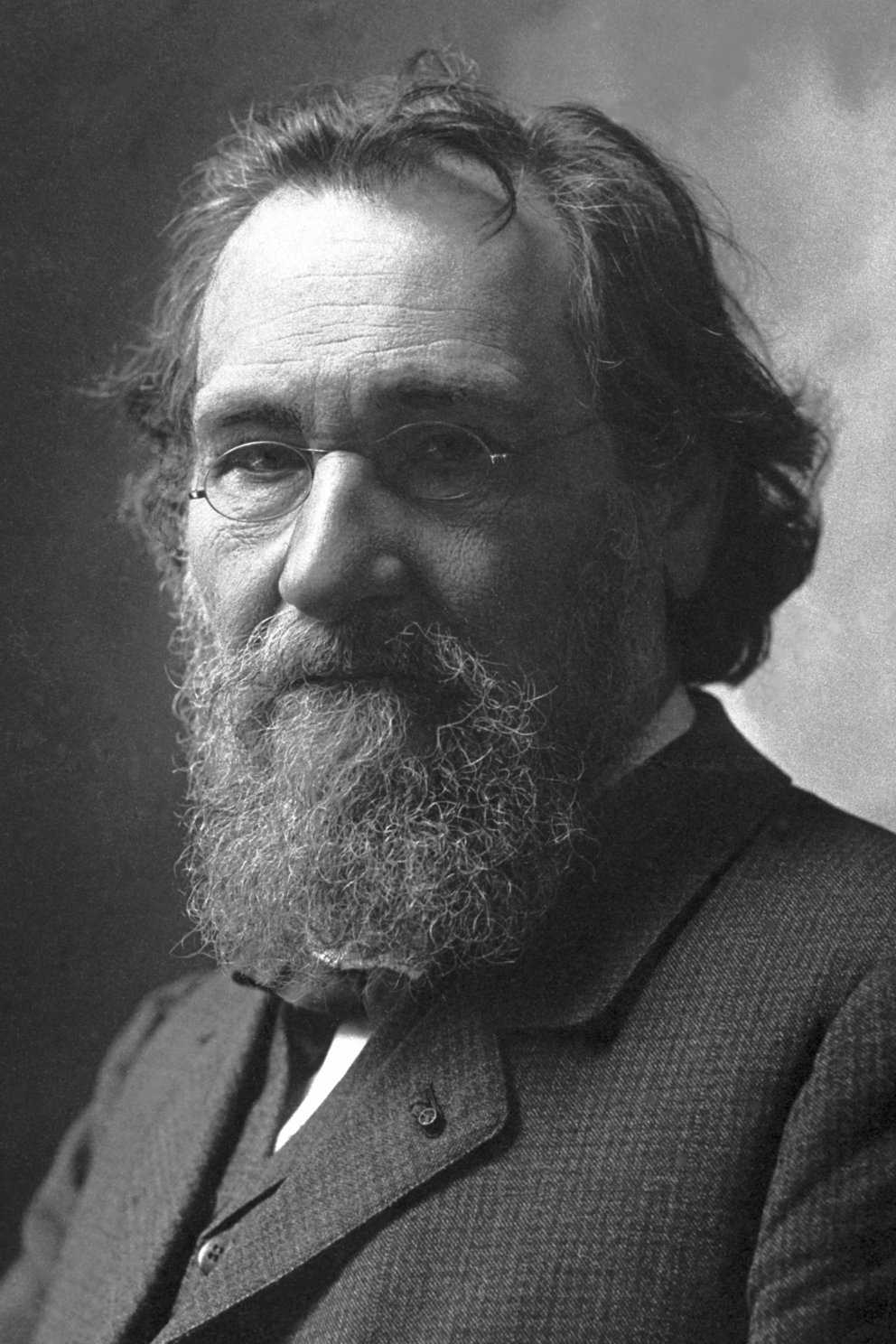
Ілля Мечников

- Мечников Ілля Ілліч (1845—1916) — біолог, фізіолог. Доктор наук (1868). Академік, почесний член Імператорської Санкт-Петербурзької академії наук (1902). Доцент (1867—1868), професор Новоросійського університету (1870—1882).

### Номінанти на здобуття Нобелівської премії
- Мандельштам Леонід Ісаакович (1879—1944)— фізик. Доктор натуральної філософії (1902). Академік Академії наук СРСР (1929; член-кореспондент Академії наук СРСР з 1928 р.). Випускник Новоросійського університету (1899), приват-доцент Новоросійського університету (1914—1918).
- Філатов Володимир Петрович (1875—1956)— лікар, офтальмолог, хірург, винахідник, поет, художник, мемуарист. Доктор наук (1908). Дійсний член Академії наук УРСР (1939). Академік Академії медичних наук СРСР (1944). Професор Новоросійського університету (1911‑1919).
- Фрумкін Олександр Наумович (1895—1976) — хімік, фізико-хімік. Доктор наук. Академік Академії наук СРСР (1932). Член Національної академії наук США (1969). Випускник Новоросійського університету (1915), працював у фізико-хімічній лабораторії професора О. Н. Саханова в Новоросійському університеті (1917—1920).
- Стадніков Георгій Леонтійович (1880—1973) — хімік. Доктор наук. Професор Новоросійського університету (1913—1919).

### Лауреати Державних премій
- Андронаті Сергій Андрійович (1940—2022) — доктор хімічних наук, професор, академік НАН України. Державна премія СРСР (1980), Державна премія України в галузі науки і техніки (1991)
- Білоус Віталій Михайлович — доктор фізико-математичних наук, професор, академік АН вищої школи України. Державна премія УРСР в галузі науки і техніки (1983)
- Богатський Олексій Всеволодович — доктор хімічних наук, професор, академік АН УРСР. Державна премія СРСР (1980), Державна премія УРСР в галузі науки і техніки (1991)
- Вікулін Іван Михайлович — доктор фізико-математичних наук, професор. Державна премія СРСР (1988), Премія Ради Міністрів СРСР (1990)
- Головенко Микола Якович — доктор біологічних наук, професор. Державна премія України в галузі науки і техніки (2017)
- Драган Григорій Сильвестрович — доктор фізико-математичних наук, професор. Державна премія України в галузі науки і техніки (2015)
- Жук Олександр Іванович — доктор фізико-математичних наук, професор. Державна премія України в галузі науки і техніки (2015)
- Зелінський Ігор Петрович — доктор геолого-мінералогічних наук, професор. Державна премія України у галузі науки і техніки (1996)
- Камалов Герберт Леонович — доктор хімічних наук, професор, академік НАН України. Державна премія України в галузі науки і техніки (2003)
- Кирилов Єлпідіфор Анемподистович — доктор фізико-математичних наук, професор. Державна премія СРСР (1951)
- Курмашев Шаміль Джамашевич — доктор фізико-математичних наук, професор. Державна премія України в галузі науки і техніки (2009)
- Лепіх Ярослав Ілліч — доктор фізико-математичних наук, професор, академік АН вищої школи України. Державна премія України в галузі науки і техніки (2012)
- Лук'яненко Микола Григорович — доктор хімічних наук, професор, член-кореспондент НАН України. Державна премія УРСР в галузі науки і техніки (1991)
- Попов Геннадій Якович — доктор фізико-математичних наук, професор, академік АН вищої школи України. Державна премія України в галузі науки і техніки (2009)
- Преснов Віктор Олексійович — доктор фізико-математичних наук, професор. Державна премія УРСР (1985)
- Севастьянов Всеволод Денисович — доктор біологічних наук, професор. Державна премія СССР в галузі науки і техніки (1980)
- Сминтина Валентин Андрійович — доктор фізико-математичних наук, професор, академік АН вищої школи. Державна премія України в галузі науки і техніки (2007)
- Станко Володимир Никифорович — доктор історичних наук, професор. Державна премія України в галузі науки і техніки (2002)
- Фащенко Василь Васильович — доктор філологічних наук, професор. Державна премія УРСР  імені Т. Г. Шевченка (1985)
- Ханонкін Олександр Аркадійович — доктор фізико-математичних наук, професор, член-кореспондент Міжнародної АН Євразії. Державна премія УРСР (1983), Державна премія України в галузі науки і техніки (1996)
- Черкез Євген Анатолійович — доктор геолого-мінералогічних наук, професор. Державна премія України в галузі науки і техніки (1996)
- Швебс Генріх Іванович — доктор географічних наук, професор. Державна премія України в галузі науки і техніки (1993)

### Академіки

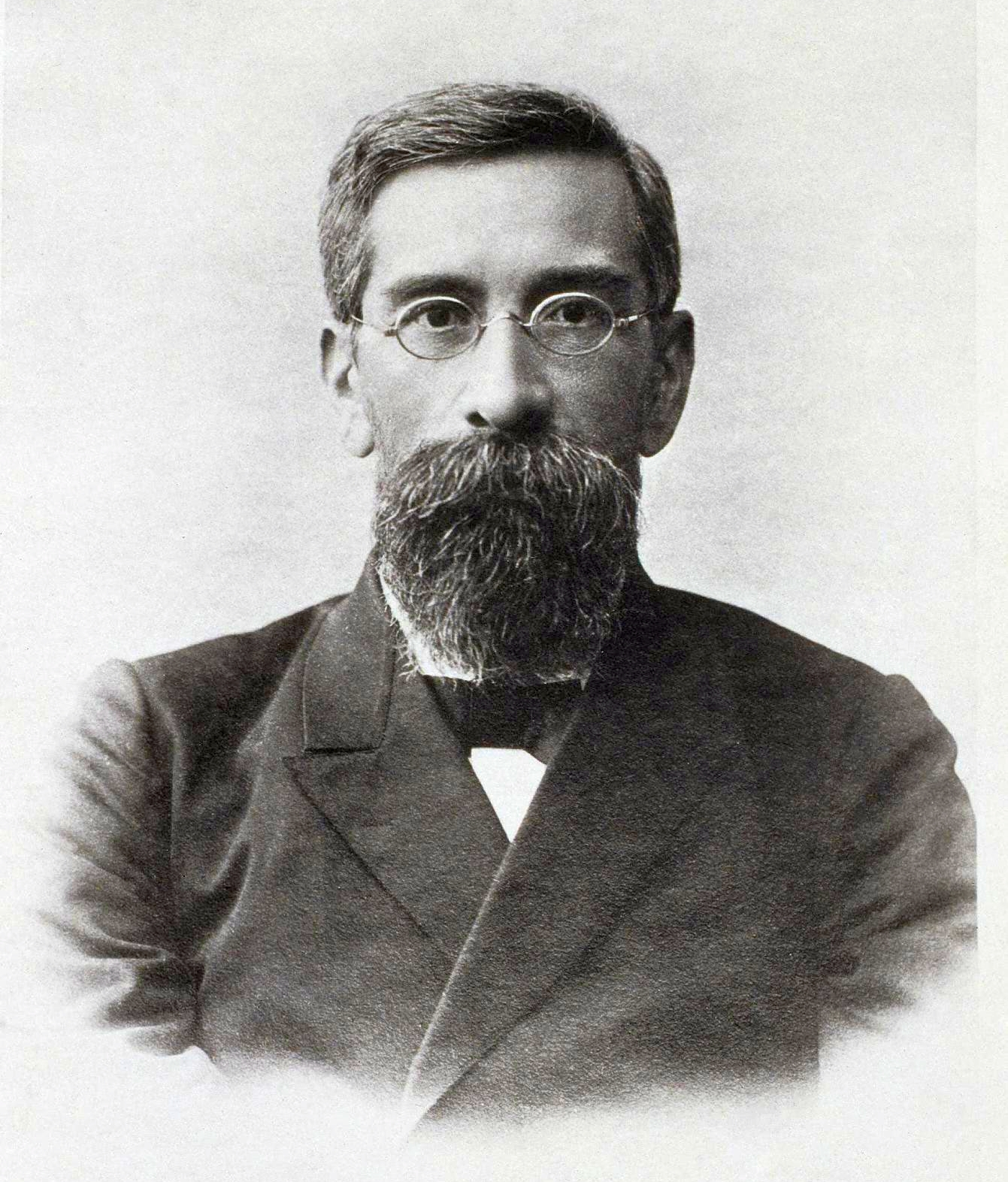
Никодим Кондаков

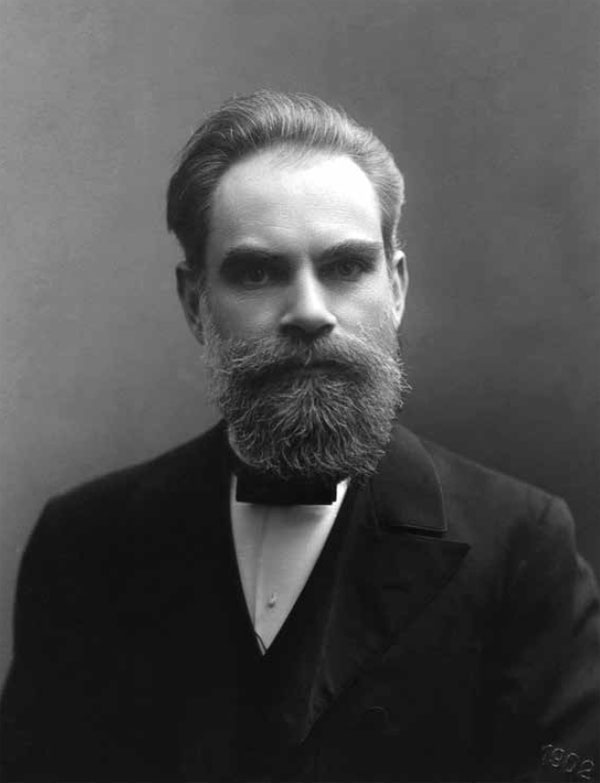
Олександр Ляпунов

- Андрусов Микола Іванович (1861—1924) — геолог, мінералог, палеонтолог. Доктор наук (1897). Дійсний член, ординарний академік Імператорської Санкт-Петербурзької академії наук по фізико-математичному відділенню (розряд геогнозії та палеонтології) (1914; член-кореспондент по фізико-математичному відділенню (фізичному розряду) з 1910 р.). Випускник Новоросійського університету (1884), асистент, приват-доцент Новоросійського університету (1889—1893).
- Богатський Олексій Всеволодович (1929—1983) — хімік, хімік-органік. Доктор хімічних наук. Академік Академії наук УРСР (1976; член-кореспондент з 1972 р.). Випускник Одеського державного університету імені І. І. Мечникова (1951), професор Одеського державного університету імені І. І. Мечникова (з 1968 р.).
- Богомолець Олександр Олександрович (1881—1946) — біолог, патофізіолог. Наймолодший в історії Російської імперії доктор медицини (1909). Академік Всеукраїнської академії наук (ВУАН) за спеціальністю: патофізіологія (1929; президент ВУАН (1930—1936). Випускник Новоросійського університету (1907), приват‑доцент кафедри загальної патології медичного факультету Новоросійського університету (1907—1911).
- Василенко Микола Прокопович (1866—1935) — історик. Академік Української академії наук (1920; президент Всеукраїнської академії наук (ВУАН) з 1921 по 1922 рр.). Випускник Новоросійського університету (1905).
- Воронін Володимир Васильович (1870—1960) — лікар, патофізіолог. Доктор медичних наук (1897). Почесний академік Академії наук Грузинської РСР. Професор кафедри загальної патології на медичному факультеті Новоросійського університету (1908—1920).
- Гамалія Микола Федорович (1859—1949) — біолог, мікробіолог, епідеміолог. Доктор наук (1892). Почесний член Академії наук СРСР по відділенню математичних та природничих наук (розряд: мікробіологія) (1940; член-кореспондент Академії наук СРСР з 1939 р.). Випускник Новоросійського університету (1880).
- Головенко Микола Якович (1942)—біолог. Доктор наук (біохімія), професор. Академік НАМН України (1993). Випускник ОДУ (1965). Вчився в аспірантурі і працював в університеті (1967—1983 р.р.), де захистив кандидатську (1973) та докторську (1982) дисертації.
- Громашевський Лев Васильович (1887—1980) — лікар, епідеміолог. Доктор соціальної медицини (1925). Академік Академії медичних наук СРСР (1944). Випускник медичного факультету Новоросійського університету (1908).
- Заболотний Данило Кирилович (1866—1929) — мікробіолог, епідеміолог. Академік Всеукраїнської академії наук (ВУАН) за спеціальністю: мікробіологія, епідеміологія (1924; президент ВУАН з 1928 по 1929 рр.). Випускник природничого відділення фізико-математичного факультету Новоросійського університету (1891) та медичного факультету Київського університету (1894).
- Заленський Володимир Володимирович (1847—1918) — біолог, зоолог, ембріолог. Доктор наук (1871). Академік Імператорської Санкт-Петербурзької академії наук по розгляду біологічних наук (зоологія) фізико-математичного відділення (1897; член-кореспондент з 1893 р.). Професор Новоросійського університету (1882—1897).
- Зелінський Микола Дмитрович (1861—1953) — хімік, хімік-органік, один з перших фахівців зі стереохімії. Доктор наук (1888). Академік Академії наук СРСР по відділенню фізико-математичних наук (розряд: органічна хімія) (1929; член-кореспондент Академії наук СРСР по відділенню фізико-математичних наук (розряд: фізична хімія) з 1924 р.). Випускник (1884), приват-доцент, професор Новоросійського університету (1888—1893).
- Істрін Василь Михайлович (1865—1937) — історик літератури, славіст, текстолог, лінгвіст, палеограф, знавець стародавніх мов, видавець і коментатор пам'яток писемності. Доктор наук (1897). Дійсний член, ординарний академік Імператорської Санкт-Петербурзької академії наук та Академії наук СРСР по відділенню російської мови та словесності (1907; член-кореспондент з 1902 р.). Професор Новоросійського університету (1897—1907). Голова Історико-філологічного товариства при Новоросійському університеті (з 1904 р.).
- Ковалевський Олександр Онуфрійович (1840—1901) — біолог, ембріолог, зоолог. Доктор наук (1867). Дійсний член, ординарний академік Імператорської Санкт-Петербурзької академії наук по фізико-математичному відділенню (зоологія) (1890; член-кореспондент по фізико-математичному відділенню (розряд: біологічні науки) з 1883 р.). Професор Новоросійського університету (1874—1891).
- Кондаков Никодим Павлович (1844—1925) — археолог, історик візантійського та давньоруського мистецтва. Доктор наук (1876). Дійсний член, ординар- ний академік Імператорської Санкт-Петербурзької академії наук по відділенню російської мови та словесності (1892; член-кореспондент Імператорської Санкт-Петербурзької академії наук по історико-філологічному відділенню, розряду історико-політичних наук, з 1892 р.). Дійсний член Імператорської академії мистецтв (1893). Доцент, професор Новоросійського університету (1871—1877).
- Криштофович Африкан Миколайович (1885—1953) — геолог, палеоботанік, палеофізіолог. Доктор наук (1934). Академік Академії наук УРСР за спеціальністю «палеоботаніка» (1945; член- кореспондент Академії наук СРСР по відділенню біологічних наук (розряд: палеонтологія) з 1953 р.). Випускник Новоросійського університету (1908).
- Курас Іван Федорович (1939—2005) — історик, академік, член Президії НАНУ. Випускник Одеського державного університету імені І. І. Мечникова 1962 року.
- Ляпунов Олександр Михайлович (1857—1918) — математик, механік. Доктор наук (1892). Ординарний академік Імператорської Санкт-Петербурзької академії наук по фізико-математичному відділенню (розряд: прикладна математика) (1901; член-кореспондент по фізико-математичному відділенню по розряду математичних наук з 1900 р.). Професор Новоросійського університету (1917—1918).
- Овсянико-Куликовський Дмитро Миколайович (1853—1920) — мовознавець, літературознавець, санскритолог, історик культури. Доктор наук (1887). Почесний академік Імператорської Санкт-Петербурзької академії наук (1907). Випускник (1873), приват-доцент Новоросійського університету (1883—1887).
- Орлов Олександр Якович (1880—1954) — астроном. Доктор наук (1915). Перший вітчизняний академік-астроном Всеукраїнської академії наук (ВУАН) (1920—1921), академік Академії наук УРСР за спеціальністю: астрономія (повторно) (1939). Професор Новоросійського університету, директор Одеської астрономічної обсерваторії, Астрономічної обсерваторії Одеського державного університету (1913—1934).
- Писаржевський Лев Володимирович (1874—1938) — хімік, фізико-хімік. Доктор наук (1913). Академік Академії наук УРСР (1925). Академік Академії наук СРСР по відділенню фізико-математичних наук (розряд: хімія) (1930; член-кореспондент Академії наук СРСР по відділенню фізико-математичних наук з 1928 р.). Випускник (1886), асистент, доцент Новоросійського університету (1887—1904).
- Сапєгін Андрій Опанасович (1883—1946) — біолог, селекціонер. Доктор наук (1914). Академік Всеукраїнської академії наук (ВУАН) за спеціальністю «селекція» (1929). Академік Академії наук УРСР (1936; віце-президент Академії наук УРСР з 1939 по 1945 рр.). Випускник (1907), доцент (1910), професор Новоросійського університету (1917—1920).
- Слабченко Михайло Єлисейович (1882—1952) — історик, правник, організатор науки. Доктор історії української культури (1928). Академік Всеукраїнської академії наук (ВУАН) за спеціальністю «історія» (1929). Випускник (1910), доцент Новоросійського університету (1919—1920), професор Одеського інституту народної освіти (1920—1929).
- Тарасевич Лев Олександрович (1868—1927) — мікробіолог, патолог, імунолог. Доктор медицини (1902). Академік Всеукраїнської академії наук (ВУАН) за спеціальністю «загальна патологія, прикладна мікробіологія» (1925). Випускник (1891), асистент та викладач (1902—1907), професор (1918) Новоросійського університету.
- Третьяков Дмитро Костянтинович (1878—1950) — зоолог-морфолог, організатор науки. Доктор наук (1926). Академік Всеукраїнської академії наук (ВУАН) за спеціальністю «зоологія хребетних» (1929). Дійсний член Академії наук УРСР (1936). Професор Новоросійського університету (1912—1920), професор Одеського інституту народної освіти (1921—1930), професор Одеського державного університету (1933—1941).
- Успенський Федір Іванович (1845—1928) — історик-візантиніст, археолог. Доктор всесвітньої історії (1879). Дійсний член, ординарний академік Імператорської Санкт-Петербурзької академії наук по історико-філологічному відділенню (історія та руські старожитності) (1900; член-кореспондент Імператорської Санкт-Петербурзької академії наук по такому ж самому відділенню з 1893 р.). Доцент, професор Новоросійського університету (1874—1894).
- Ягич Ігнатій (Ватрослав) Вікентійович (1838—1923) — філолог-славіст, лінгвіст, палеограф, археограф. Доктор наук (1870). Дійсний член, ординарний академік (1881; екстраординарний академік Імператорської Санкт-Петербурзької академії наук по відділенню російської мови та словесності (1880). Професор Новоросійського університету (1872—874).

### Члени-кореспонденти АН
- Аганін Марко Абрамович (1876—1940) — геофізик. Доктор наук. Професор (1922). Член-кореспондент Академії наук УРСР за спеціальністю «геофізика» (1939). Випускник (1898), приват-доцент Новоросійського університету (1919—1920), професор Одеського державного університету (1939—1940).
- Аксентьєва Зінаїда Миколаївна (1900—1969) — геофізик. Доктор наук, член-кореспондент АН УРСР, директор Полтавської гравіметричної обсерваторії АН УРСР. Випускниця Одеського університету (1924).
- Бурксер Євген Самійлович (1887—1965) — геохімік, радіолог. Доктор наук (1943). Член-кореспондент Всеукраїнської академії наук (ВУАН) за спеціальністю «геохімія» (1925). Випускник Новоросійського університету (1909).
- Гамов Георгій (Джордж) Антонович (1904—1968) — фізик. Доктор наук. Наймолодший в історії Академії наук СРСР член-кореспондент по відділенню математичних та природничих наук (теоретична фізика, теорія будови атомного ядра) (1932). Член Національної академії наук США (1953). У 1921 р. навчався на математичному відділенні фізико-математичного факультету Новоросійського університету, працював обчислювачем в Одеській астрономічній обсерваторії.
- Герасюта Микола Федорович (1919—1987) — математик, спеціаліст в галузі прикладної механіки, динаміки, обчислюваної математики, конструктор-ракетобудівник. Доктор технічних наук (1960). Член-кореспондент Академії наук Української PCP за спеціальністю «механіка» (1967). Випускник Одеського державного університету (1941).
- Григорович Віктор Іванович (1815—1876) — філолог-славіст, історик, палеограф, педагог. Доктор наук. Член-кореспондент Імператорської Санкт-Петербурзької академії наук по відділенню російської мови та словесності (1851). Перший професор кафедри історії літератури і слов'янських наріч, перший декан історико-філологічного факультету Новоросійського університету (1865—1876).
- Карпенко Юрій Олександрович (1929—2009) — мовознавець. Доктор наук (1967). Член-кореспондент Національної академії наук України (НАНУ) (2006). Професор Одеського національного університету імені І. І. Мечникова (1968—2009).
- Кірпічников Олександр Іванович (1845—1903) — історик літератури та релігії, краєзнавець, культуролог. Доктор філології (1879). Член-кореспондент Імператорської Санкт-Петербурзької академії наук по відділенню російської мови та словесності (1894). Професор Новоросійського університету (1885—1898).
- Клосовський Олександр Вікентійович (1846—1917) — фізик, геофізик, метеоролог, кліматолог. Доктор наук (1884). Член-кореспондент Імператорської Санкт-Петербурзької академії наук по фізико-математичному відділенню (розряд: фізика) (1909). Професор Новоросійського університету (1881—1907).
- Крейн Марко Григорович (1907—1989) — математик, механік. Доктор наук (1939). Член-кореспондент Академії наук УРСР за спеціальністю «математика» (1939). Член Національної академії наук США (1981). Професор Одеського державного університету (1936—1941, 1946—1948).
- Линниченко Іван Андрійович (1857—1926) — історик, археолог, історик літератури. Доктор наук (1894). Член-кореспондент Імператорської Санкт-Петербурзької академії наук по історико-філологічному відділенню (розряд: історико-політичні науки) (1913). Професор Новоросійського університету (1884—1919).
- Липський Володимир Іполитович (1863—1937) — ботанік, систематик, флорист, мандрівник. Доктор наук (1919). Академік Української академії наук (УАН) (1919; віце-президент УАН (1920)), академік Всеукраїнської академії наук (ВУАН) (1922; президент з 1922 по 1928 рр.). Член-кореспондент Академії наук СРСР по відділенню фізико-математичних наук (розряд: ботаніка) (1924). Директор (1928—1933), професор-консультант Ботанічного саду Одеського державного університету (1933—1937).
- Мелікішвілі (Меліков) Петро Григорович (1850—1927) — хімік. Доктор наук (1885). Член-кореспондент Академії наук СРСР по відділенню фізико-математичних наук (1927). Випускник (1872), професор Новоросійського університету (1885—1917).
- Петренко-Критченко Павло Іванович (1866—1944) — хімік-органік. Доктор наук (1894). Член-кореспондент Академії наук СРСР по відділенню математичних та природничих факультетів (розряд: органічна хімія) (1932). Випускник (1888), професор Новоросійського університету (1900—1920), професор Одеського державного університету (1933—1940).
- Підвисоцький Володимир Валеріанович (1857—1913) — мікробіолог, патолог, ендокринолог, імунолог. Доктор медичних наук. Член-кореспондент Імператорської військово-медичної академії (1900). Професор та перший декан медичного факультету Новоросійського університету (1900—1905).
- Покровський Костянтин Дорімедонтович (1868—1944) — астроном. Доктор наук (1915). Член-кореспондент Академії наук СРСР по відділенню фізико-математичних наук (1927). Професор Одеського державного університету (1934—1941).
- Рубенчик Лев Йосипович (1896—1988) — мікробіолог. Член-кореспондент АН УРСР (1939). У 1922 р. закінчив і продовжував працювати в Одеському інституті народної освіти, професор Одеського державного університету (1933—1941).
- Рубінштейн Сергій Леонідович (1889—1960) — психолог, філософ, педагог, бібліотечний діяч. Доктор наук (1937). Член-кореспондент Академії наук СРСР по відділенню історії та філософії (розряд: психологія) (1943). Професор Одеського ІНО та директор Центральної наукової бібліотеки м. Одеси (1922—1929).
- Сєченов Іван Михайлович (1829—1905) — природознавець, фізіолог, медик, психолог, токсиколог, культуролог, антрополог, еволюціоніст, гуманіст, просвітитель, філософ і мислитель-раціоналіст. Доктор медичних наук (1860), Почесний член Імператорської Санкт-Петербурзької академії наук (1904; член-кореспондент по фізико-математичному відділенню (розряд: біологічні науки) з 1869 р.)). Професор Новоросійського університету (1870—1876).
- Томсон Олександр Іванович (1860—1935) — санскритолог, іраніст та сходознавець-арабіст. Доктор наук (1901). Член-кореспондент Імператорської Санкт-Петербурзької академії наук по відділенню російської мови та словесності (1910). Професор Новоросійського університету (1897—1920), професор Одеського державного університету (1933—1935).
- Тульчинська Віра Петрівна (1907—1994) — мікробіолог. Доктор наук (1940). Член-кореспондент Академії наук УРСР (1948). Професор Одеського державного університету імені І. І. Мечникова (1951—1983).
- Фармаковський Борис Володимирович (1870—1928) — археолог, історик античного мистецтва. Доктор історичних наук. Академік Член-кореспондент Імператорської Санкт-Петербурзької академії наук по історико-філологічному відділу (розряд; класична філологія та археологія) з 1914 р.; член-кореспондент Російської академії наук з 1917 р., член-кореспондент АН СРСР з 1925 р.). Випускник Новоросійського університету (1892).
- Ценковський Лев Семенович (1822—1887) — натураліст, ботанік, фізіолог рослин, бактеріолог, мікробіолог. Доктор наук (1851). Член-кореспондент Імператорської Санкт-Петербурзької академії наук по фізико-математичному відділенню (розряд: «біологія») (1881). Професор, перший завідувач кафедри ботаніки Новоросійського університету (1865—1871).
- Цесевич Володимир Платонович (1907—1983) — астроном. Доктор наук (1944). Член-кореспондент Академії наук УРСР за спеціальністю «астрономія» (1948). Професор Одеського державного університету імені І. І. Мечникова (1944—1983).
- Чеботарьов Микола Григорович (1894—1947) математик, алгебраїст. Доктор наук (1927). Член-кореспондент Академії наук СРСР по відділенню фізико-математичних наук (розряд: математика) (1929).

### Наукові діячі

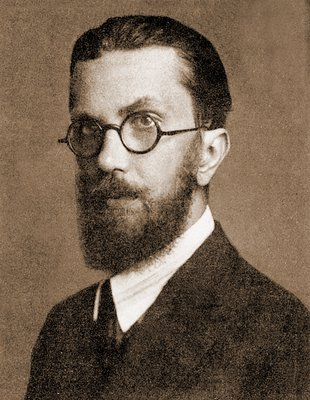
Георгій Флоровський

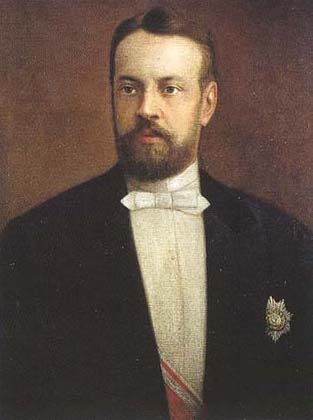
Сергій Вітте

- Авраменко Ольга Валентинівна — фахівець у галузі гідромеханіки. Доктор фізичних-математичних наук (2003), професор (2005).
- Альперін Мойсей Маркович (1881  — 1951)  — лікар-фтизіатр. Випускник Новоросійського університету (1911). Доктор медичних наук (1941), професор.
- Альперін Марк Мойсейович (1916—1994) — фізик-теоретик, професор. Випускник Одеського університету 1938 року.
- Аппатов Семен Йосипович (1930—2003) — історик, політолог. Доктор наук (1980), професор (1982). Професор Одеського державного університету імені І. І. Мечникова (1979—1996). Заслужений діяч науки і техніки України (1993)
- Бардах Яків Юлійович (1857—1929) — мікробіолог, бактеріолог, інфекціоніст Доктор наук (1894), професор (1922). Випускник (1880), приват-доцент Новоросійського університету (1895—1920, професор Одеського інституту народної освіти (1922—1929).
- Білявський Ілля Григорович (1927—2004) — український психолог, основоположник історичної психології, доктор психологічних наук, професор.
- Браунер Олександр Олександрович — (1857—1941) зоолог-селекціонер, археолог, письменник-натураліст. Доктор наук (1922), професор (1920). Випускник (1881), професор Одеського державного університету (з 1939 р.).
- Гансова Емма Августівна (1939—2020) — соціолог, педагог, доктор філософських наук, професор кафедри соціології Інституту соціальних наук ОНУ.
- Гінзбург Юрій Павлович (1927—2004)  — математик, доктор фізико-математичних наук, професор. Випускник Одеського університету 1950 року.
- Глауберман Абба Юхимович (1917—1974) — фізик-теоретик. Доктор наук (1957). Випускник (1939), аспірант, асистент (1939—1941) Одеського державного університету, професор Одеського державного університету імені І. І. Мечникова (з 1966 р.).
- Головенко Микола Якович (1942) — біолог. Доктор наук, професор, академік НАМН України. Заслужений діяч науки і техніки України (1992). Випускник ОДУ (1965). Завідувач відділу Фізико-хімічного інституту НАН України.
- Головкінський Микола Олексійович (1834—1897) — геолог-фундаменталіст, гідрогеолог. Доктор наук (1868). Професор (1871—1886), ректор (1877—1881) Новоросійського університету.
- Грот Микола Якович — російський філософ-ідеаліст, професор Московського університету, голова Московського психологічного товариства, перший редактор журналу «Питання філософії і психології».
- Данилов Леонід Григорович (1874—1928) — метеоролог.
- Дузь Іван Михайлович (1919—1994) — літературознавець, літературний критик. Доктор філологічних наук (1967), випускник (1947) та професор Одеського державного університету імені І. І. Мечникова (1970—1994). Заслужений працівник культури УРСР.
- Елькін Давид Генріхович (1895—1983) — психолог, педагог. Доктор наук (1952), професор (1930). Професор Одеського державного університету імені І. І. Мечникова (з 1933 р.).
- Єлін Володимир Леонтійович (1881—1962) — мікробіолог, доктор медичних наук (1936 р.), професор. Випускник Новоросійського університету 1912 року.
- Захарія Олександр Миколайович (1947—2018) — хімік. Кандидат хімічних наук, член наукової ради з проблеми аналітичної хімії Національної академії наук України.
- Зелінський Ігор Петрович (1933—2002) — геолог, організатор науки та вищої освіти. Доктор наук (1980), професор (1997). Випускник (1957), декан (1970—1971), проректор (1980—1985), ректор (1987—1995) Одеського державного університету імені І. І. Мечникова. Лауреат Державної премії України в галузі науки і техніки (1996). Заслужений діяч науки і техніки України (1998).
- Каган Веніамін Федорович (1869—1953) — математик. Доктор наук,  професор, заслужений діяч науки РРФСР, лауреат Державної премії.
- Каришковський Петро Йосипович (1921—1988) — історик, археолог, нумізмат, візантиніст. Доктор наук (1969), професор Одеського держуніверситеу імені І. І. Мечникова (1970).
- Кац Марк Львович(1906—1990) — радянський фізик. Доктор фізико-математичних наук (1961), професор (1963). З 1936 по 1941 роки завідувач лабораторії оптики Одеського університету.
- Кирилов Єлпідіфор Анемподістович (1883—1964) — фізик. Доктор наук без захисту дисертації (1939), професор (1921). Випускник Новоросійського університету (1907), професор, директор Інституту фізики при Одеському державному університеті імені І. І. Мечникова (1926—1964).
- Кононович Олександр Костянтинович (1850—1910) — астроном. Доктор наук (1884). Випускник (1871), доцент (1881), професор (1886) Новоросійського університету.
- Красильщик Ісаак Матвійович (1857—1920) — ентомолог, фундатор мікробіологічного методу боротьби із шкідливими комахами. Випускник (1882).
- Кухаренко Валерія Андріївна (1927—2023)  — доктор філологічних наук, професор, завідувачка кафедри лексикології та стилістики англійської мови (1975—1983) Одеського державного університету імені І. І. Мечникова[2].
- Ланге Микола Миколайович (1858—1921) — психолог, педагог, філософ. Доктор філософії (1893), професор (1896). Доцент, професор Новоросійського університету (1888).
- Лігін Валер'ян Миколайович (1846—1900) — математик і механік. Доктор наук (1873), професор (1873). Випускник (1869), професор Новоросійського університету (1873—1895).
- Лосєва Любов Максимівна (1917—1976) — мовознавець, діалектолог. Доктор філологічних наук (1970), професор кафедри російської мови Одеського державного університету імені І. І. Мечникова.
- Машталер Гаврило Архипович (1902—1981) — біолог. Доктор біологічних наук (1938), професор (1938), завідувач кафедри дарвінізму та генетики Одеського державного університету імені І. І. Мечникова (1933—1944), декан біологічного факультету (1941—1944).
- Недзвідський Андрій Володимирович (1908—1984) — літературознавець. Доктор філологічних наук (1964), професор (1965), завідувач кафедри української літератури (1944—1947, 1965—1970) Одеського державного університету імені І. І. Мечникова.
- Петряєв Костянтин Дмитрович (1917—1987) — історик. Доктор історичних наук (1966), професор. Завідувач кафедри Одеського державного університету імені І. І. Мечникова (1966—1972). Заслужений працівник вищої школи УРСР.
- Пильчиков Микола Дмитрович (1857—1908) — фізик, експериментатор, винахідник. Перший в світі здійснив радіокерування об'єктами (25 березня 1898). Професор (1889). Професор Новоросійського університету (1893—1902).
- Попов Геннадій Якович (1932—2013) — математик, механік, інженер. Доктор наук (1963), професор (1965). Професор Одеського національного університету імені І. І. Мечникова (1971—2013). Лауреат Державної премії України (2009).
- Потапов Володимир Петрович (1914—1980) — математик, доктор фізико-математичних наук, професор. Випускник Одеського університету 1939 року.
- Преснов Віктор Олексійович (1917—1987) — фізик. Доктор технічних наук (1959), кандидат фізико-математичних наук (1950), професор (1961). Професор Одеського державного університету імені І. І. Мечникова (з 1968 р.). Заслужений діяч науки УРСР (1968). Лауреат Державної премії УРСР (1985).
- Пузанов Іван Іванович (1885—1971) — зоолог, зоогеограф, мандрівник, літератор. Доктор наук (1938), професор (1933). Професор Одеського державного університету імені І. І. Мечникова (1947—1971). Заслужений діяч науки УРСР (1965).
- Пустильнік Ізольд Бенціонович  — астроном, доктор фізико-математичних наук.
- Раковський Михайло Юхимович (1916—2003) — історик. Доктор історичних наук, професор, завідувач кафедри історії СРСР Одеського державного університету імені І. І. Мечникова.
- Ружейніков Віктор Тимофійович (1908—1986) — радянський педагог, кандидат педагогічних наук, перший завідувач кафедри педагогіки Одеського державного університету.
- Сердюк Віктор Васильович (1934—1994) — фізик. Доктор наук (1972). Випускник (1956), професор (з 1974 р.), ректор (1975—1987) Одеського державного університету імені І. І. Мечникова. Заслужений працівник вищої школи України (1984).
- Синцов Іван Федорович (1845—1914) — вчений-геолог, палеонтолог. Доктор наук (1872). Професор Новоросійського університету (1871—1900).
- Смольська Аделаїда Костянтинівна (1927—2004) — філолог-славіст. Випускниця (1950), доктор філологічних наук (1993), професор (з 1994) кафедри загального і слов'янського мовознавства Одеського національного університету імені І. І. Мечникова.
- Станко Володимир Никифорович (1937—2008) — історик, археолог, етнолог. Доктор наук (1983). Випускник, професор Одеського національного університету імені І. І. Мечникова (з 1990 р.). Лауреат Державної премії України в галузі науки і техніки (2002).
- Танфільєв Гаврило Іванович (1857—1928) — фізико-географ, геоботанік, ґрунтознавець. Доктор наук (1912). Професор Новоросійського університету (1905—1920).
- Туліна Тетяна Олександрівна (1925 — 2015) — мовознавець. Доктор філологічних наук (1976). Випускниця (1949), професор кафедри російської мови Одеського державного університету імені І. І. Мечникова (1978—1986), почесний професор Черкаського національного університету.
- Уйомов Авенір Іванович (1928—2012) — філософ, логік, методолог науки і теорії систем. Доктор наук (1964). Професор Одеського національного університету імені І. І. Мечникова (1964—2012).
- Фащенко Василь Васильович (1929—1999) — літературознавець, літературний критик, доктор філологічних наук (1970). Випускник (1954), професор Одеського державного університету імені І. І. Мечникова (1972—1999). Лауреат Державної премії України імені Т. Г. Шевченка (1985).
- Федосєєв Валеріан Олександрович (1910—1980) — фізик. Доктор наук (1961). Професор (з 1963 р.), проректор (1961—1970) Одеського державного університету імені І. І. Мечникова.
- Фішер Йосип Залманович (1919—1995) — фізик-теоретик. Доктор наук (1959). Професор Одеського державного університету імені І. І. Мечникова (1963—1977).
- Флоровський Георгій Васильович (1893—1979) — філософ, богослов, історик культури і церкви. Випускник (1916), приват-доцент (1920) Новоросійського університету.
- Хавкін Володимир Аронович (1860—1930) — мікробіолог, імунолог, бактеріолог. Доктор наук. Лікар-подвижник. Випускник Новоросійського університету (1884).
- Шайгородський Юрій Жанович (1960) — український політолог, соціальний психолог. Доктор політичних наук, професор. Випускник Одеського державного університету ім. І. І. Мечникова (1981).
- Шайкевич Борис Олександрович — літературознавець та театрознавець, кандидат філологічних наук, доцент, завідувач кафедри зарубіжної літератури (1963— 1973), декан факультету романо-германської філології.
- Шатуновський Самуїл Йосипович (1859—1929) — математик. Магістр наук (1917). Приват-доцент (1905—1919), професор Новоросійського університету (1919—1920).
- Швебс Генріх Іванович (1929—2003) — географ, гідролог, еніолог. Доктор наук (1972), професор (1973). Професор, проректор з наукової роботи Одеського державного університету імені І. І. Мечникова (1975—2003). Лауреат Державної премії України (1993).
- Швєдов Федір Никифорович (1840—1905) — фізик. Доктор наук (1870), професор (1870). Професор (1870—1905), ректор (1895—1903) Новоросійського університету.
- Штерн Ернст Романович (1859—1924) — історик, археолог. Доктор наук (1884), професор (1886). Професор Новоросійського університету (1886—1911).
- Яковлєв Сергій Сергійович  (1855—1933) — професор, доктор медичних наук, завідувач кафедри дерматології Новоросійського університету.
- Яцько Іван Якович (1896—1978) — геолог, палеонтолог. Доктор геолого-мінералогічних наук, професор, завідувач кафедри Одеського державного університету ім. І. І. Мечникова.

### Випускники, що стали відомими в інших галузях
- Балушка Христина Ігорівна — українська та американська майстриня, дизайнер, декоратор, засновниця бренду «БАЛУШКА: мистецтво паперових квітів».
- Вітте Сергій Юлійович (1849—1915) — граф, державний діяч. Директор департаменту залізниць Міністерства фінансів (1889). Міністр шляхів сполучення (1892). Міністр фінансів Росії (1892). Голова Ради Міністрів Росії (1905—1906). Випускник Новоросійського університету та начальник руху Одеської залізниці (1870).
- Фіхтенгольц Григорій Михайлович (1888–1959) — математик
- Данішевська Валентина Іванівна — голова Верховного Суду України.
- Кармазін Юрій Анатолійович (1957—2022) — український політичний діяч, суддя, Народний депутат України 2-го, 3-го, 4-го та 6-го скликань.
- Мучник Олександр Геннадійович — один із фундаторів, президент Фонду соціальної допомоги імені доктора Ф. П. Гааза, науковий консультант Президента України з питань конституційного права (2002—2005), Заслужений юрист України.
- Наріманов Наріман Наджаф-огли (1870—1925) — радянський державний та партійний діяч. Голова ЦВК СРСР (1922—1925), випускник медичного факультету Імператорського Новоросійського університету (1908).
- Сенін Юрій Леонідович (1951—2022) — український юрист, суддя вищого кваліфікаційного класу Верховного Суду України.
- Хромов Анатолій Володимирович — Голова Державної архівної служби України.
- Алі Мохамед Шейн — сьомий президент Занзібару.

## Структура
У лютому 2025 року, згідно розпорядження Кабінету Міністрів України від 12 лютого 2025 року № 111-р, до Одеського національного університету імені І.І. Мечникова було приєднано Національний університет «Одеська юридична академія».

### Факультети
- Факультет журналістики, реклами та видавничої справи
- Факультет психології та соціальної роботи
- Факультет міжнародних відносин, політології та соціології
- Факультет історії та філософії
- Біологічний факультет
- Хімічний факультет
- Геолого-географічний факультет[5]
- Факультет романо-германської філології
- Філологічний факультет
- Економіко-правовий факультет[6]
- Факультет математики, фізики та інформаційних технологій

### Наукові підрозділи університету

#### Музеї
- Петрографо-мінералогічний музей
- Зоологічний музей
- Музей рідкісної книги Наукової бібліотеки — був відкритий у 1979 р. Рідкісні та цінні видання почали збиратися ще за часів Рішельєвського ліцею, попередника університету в Одесі. У теперішній час у фонді Музею книги Наукової бібліотеки ОНУ налічується понад 116 тис. одиниць зберігання, включаючи інкунабули (книги II пол. XV ст.), видання XVI—XVIII ст., рідкісні та цінні видання XIX—XX ст., книги з історичних іменних колекцій державних та громадських діячів О. Г. Строгонова, сім'ї Воронцових, М. К. Шильдера, відомих вчених, діяльність яких пов'язана з Одеським (Новоросійським) університетом — В. І. Григоровича, Б. А. Лупанова, А. Г. Готалова-Готліба, Ф. Є. Петруня, театрознавця М. В. Терещенко та ін. Фонд Музею книги є об'єктом національного надбання України.
- Палеонтологічний музей

## Наукові школи
Наукові здобутки вчених університету надали можливість сформувати наукові школи, визнані як в Україні, так і у світі. У 2015 році продовжували діяти 20 наукових шкіл, які є лідерами у ключових напрямках фундаментальної науки і прикладних розробок.
1. Проблеми фізики напівпровідників. Керівник: Сминтина Валентин Андрійович — доктор фізико-математичних наук, професор, академік АН Вищої школи України, Заслужений діяч науки і техніки України, лауреат Державної премії України в галузі науки і техніки.
2. Актуальні проблеми фотоніки. Керівник: Тюрін Олександр Валентинович — доктор фізико-математичних наук, професор.
3. Фізика горіння дисперсних систем. Керівник: Шевчук Володимир Гаврилович — доктор фізико-математичних наук, професор.
4. Тепло- та електрофізичні явища у багатофазних середовищах. Керівник: Калінчак Валерій Володимирович — доктор фізико-математичних наук, професор.
5. Одеська ономастична школа. Керівник: Карпенко Олена Юріївна — доктор філологічних наук, професор.
6. Теорія класичних і квантових рідин. Керівник: Адамян Вадим Мовсесович — доктор фізико-математичних наук, лауреат премії імені М. Г. Крейна НАН України.
7. Одеська наукова астрономічна школа. Керівник: Андрієвський Сергій Михайлович — доктор фізико-математичних наук, професор, дійсний член АН вищої школи України, лауреат Премії НАН України імені М. П. Барабашова.
8. Координаційна хімія металів з органічними молекулами. Керівник: Сейфулліна Інна Йосипівна — доктор хімічних наук, професор, Заслуженій діяч науки і техніки України.
9. Наукові основи флотаційного очищення техногенних вод. Керівник: Сазонова Валентина Федорівна — доктор хімічних наук, професор.
10. Металокомплексні сполуки в каталізі. Керівник: Ракитська Тетяна Леонідівна — доктор хімічних наук, професор, Заслужений діяч науки і техніки України.
11. Мішані задачі математичної фізики. Керівник: Вайсфельд Наталія Данилівна — доктор фізико-математичних наук, професор.
12. Теорія функцій дійсної та комплексної змінної. Керівник: Кореновський Анатолій Олександрович — доктор фізико-математичних наук, професор.
13. Одеська школа історії, теорії та історіографії міжнародних відносин. Керівник: Коваль Ігор Миколайович — доктор політичних наук, член-кореспондент Української академії політичних наук, Заслужений діяч науки і техніки України.
14. Давня історія, археологія та етнологія. Керівник: Сминтина Олена Валентинівна — доктор історичних наук, професор, академік АН вищої школи України.
15. Характер в художній літературі. Керівник: Шляхова Нонна Михайлівна — доктор філологічних наук, професор.
16. Генетичні механізми адаптації рослин і тварин. Керівник: Тоцький Владлен Миколайович — доктор біологічних наук, професор, Заслужений діяч науки і техніки України, академік АН Вищої школи України.
17. Морська мікробіологія і екологічна біотехнологія. Керівник: Іваниця Володимир Олексійович — доктор біологічних наук, професор, Заслужений діяч науки і техніки України.
18. Суспільно-географічні засади планування території. Керівник: Топчієв Олександр Григорович - доктор географічних наук, професор, Заслужений діяч науки і техніки України.
19. Проблеми інженерної геодинаміки. Керівник: Черкез Євген Анатолійович — доктор геолого-мінералогічних наук, професор, лауреат Державної премії України в галузі науки і техніки.
20. Ґрунтоутворювальні процеси в чорноземах степової зони. Керівник: Красєха Єрофій Никифорович — доктор біологічних наук, професор.

## Нагороди
- Орден Трудового Червоного Прапора

## Рейтинги
- Масштабний дослідницький центр QS Quacquarelli Symonds оприлюднив щорічний рейтинг найкращих університетів Європи, Середньої Азії та країн, що розвиваються, на 2022 рік. До списку потрапив й Одеський національний університет імені І. І. Мечникова який зайняв 166 місце[7].
- Консолідований рейтинг вузів України – узагальнений рейтинг підсумовує рейтингові місця вузів за версіями «Топ-200 Україна», «Scopus» та «Webometics». В 2016 р. серед вузів Одеси ОНУ посів 1 місце, серед класичних університетів України — 4 місце, в загальному рейтингу вузів України — 7 місце[8].
- Топ-200 Україна – діяльність вузу оцінюється за допомогою інтегрованого індексу, що містить три комплексні складові індекс якості науково-педагогічного потенціалу, індекс якості навчання, індекс міжнародного визнання. В 2016 р. ОНУ зайняв 17 місце[9].
- Webometrics Ranking of World Universities — ранжирує вузи згідно їх присутності в інтернет-просторі на основі аналізу 4 критеріїв: PRESENCE (присутність університету), IMPACT (вплив, цитування сторінок вебсайтів), OPENNESS (відкритість ресурсів), EXCELLENCE (якість, науковий рівень публікацій). Станом на січень 2017 р. ОНУ займає 6 місце серед вузів України та 2510 — у світі[10].
- Рейтинг університетів за Scopus базується на бібліометричних показниках вузів України в зазначеній базі даних. Станом на 29.06.2016 р. ОНУ займає 5 місце серед вузів України: кількість публікацій = 2670, кількість цитувань= 12091, h-індекс=46[11].
- В 2024 році Одеський національний університет імені І. І. Мечникова вперше потрапив до престижного рейтингу «Times Higher Education World University Rankings-2025»[12].